# Szpital MSWiA w Krakowie
Szpital Ministerstwa Spraw Wewnętrznych i Administracji w Krakowie – podstawowa jednostka organizacyjna Zakładu Opieki Zdrowotnej MSWiA w Krakowie.

## Lista oddziałów szpitalnych
- Izba Przyjęć i Pomocy Doraźnej
- Oddział Anastezjologii i Intensywnej Terapii
- Oddział Chirurgiczny
- Oddział Urazowo-Ortopedyczny
- Oddział Okulistyczny
- Oddział Chorób Wewnętrznych i Geriatrii
- Oddział Neurologiczny
- Oddział Psychoterapii
- Oddział Ginekologiczny
- Oddział Geriatrii

## Historia
Szpital został wybudowany przez Siostry Miłosierdzia w latach dwudziestych XX wieku i uroczyście poświęcony 21 maja 1929 roku. Siostry prowadziły szpital do października 1940 roku, kiedy to Niemcy zarekwirowali go dla swoich potrzeb zdrowotnych. W styczniu 1945 roku, opuszczając Kraków, Niemcy wywieźli znaczną część urządzeń szpitalnych. Po nich szpital zajęły wojska radzieckie dla swoich chorych i rannych. Dopiero w 1947 roku cały obiekt przejął resort spraw wewnętrznych PRL z przeznaczeniem na leczenie własnych pracowników. Po remoncie zdewastowanego obiektu, w styczniu 1948 roku ponownie otwarto szpital, jako czterooddziałowy na 129 łóżek z przychodnią przyszpitalną. Pracowało weń wówczas 21 lekarzy i 39 pielęgniarek. Oddział Wewnętrzny dysponował 34-ma łóżkami, Oddział Chirurgiczny 35-ma łóżkami, Oddział Ginekologiczno-Położniczy 30-toma i Oddział Skórno-Wenerologiczny również 30-toma łóżkami. 
Szybko jednak szpital okazał się zbyt mały w stosunku do powojennych potrzeb. Liczba korzystających z usług zdrowotnych podopiecznych rosła i rozszerzał się przekrój schorzeń. Podjęto więc decyzję o rozbudowie szpitala i w ten sposób w 1952 roku oddano do użytku drugi budynek i przewiązkę. W nowym budynku umieszczono Oddział Gruźliczy działający do 1959 roku. W związku z dużym przyrostem naturalnym powstało zapotrzebowanie na łóżka pediatryczne i w 1953 roku uruchomiono Oddział Chorób Dzieci, który funkcjonuje do dziś. W styczniu 1963 roku otwarto Oddział Neurologiczny, również nadal działający. Później powstał Oddział Anastezjologii i Intensywnej Terapii, a następnie Oddział Psychoterapii. Kolejnymi powstałym oddziałem funkcjonującym do dziś jest przekształcona z SOR Izba Przyjęć i Pomocy Doraźnej oraz Oddział Urazowo-Ortopedyczny.

Szpital funkcjonuje w ramach Zakładu Opieki Zdrowotnej MSW od 1990 roku, kiedy ten powstał z przekształcenia Szpitala-Polikliniki Zarządu Zdrowia i Spraw Socjalnych WUSW w Krakowie.